# Alexander Henry Rhind
Alexander Henry Rhind (ur. 1833 w Wick w Szkocji, zm. 1863) – szkocki adwokat i egiptolog amator. 
Studiował prawo na Uniwersytecie Edynburskim. W 1855 roku, dla poprawienia swego słabego zdrowia, wyjechał po raz pierwszy do Egiptu, gdzie uległ fascynacji starożytną kulturą i sztuką. Prowadził prace w Tebach i Qurna. Wiele ze znalezisk odnalezionych w czasie tych prac wzbogaciło kolekcję The Royal Museum of Scotland w Edynburgu. Następnie rozpoczął gromadzenie materiałów dotyczących nekropoli tebańskich, co zaowocowało wydaniem w 1862 roku pracy pod tytułem „Thebes, its Tombs and their Tenants”. Zorganizował własną ekspedycję archeologiczną, z którą przez dwa lata prowadził wykopaliska na terenie nekropolii tebańskich. W wyniku tych prac muzea w Edynburgu i w Londynie wzbogaciły się o wiele cennych, starożytnych zabytków egipskich. Najsłynniejsze z nich to dokumenty: Skórzany Zwój Rhind, Papirus Matematyczny Rhinda i Papirus Bremner-Rhind. Wszystkie te dokumenty zostały sprzedane do Muzeum Brytyjskiego przez pełnomocnika Rhinda – Davida Bremnera w 1865 roku i obecnie tamże się znajdują.